# Петрича (защитена местност)
Петрича е защитена местност в североизточната част на Община Аврен, Област Варна. Разположена е на обширен скален венец, част от покрайнините на Авренското плато и е местообитание на редки дневни и нощни грабливи птици, включени в Червената книга на Република България, и защитени по смисъла на Закона за биоразнообразието, като египетски лешояд, белоопашат мишелов, черношипа ветрушка, обикновен мишелов, скален орел, орел змияр, бухал и др.
Освен за орнитологичен туризъм местността е подходяща и за други форми на туризъм. В близост до нея има останки от антична и средновековна крепост, известна като Петрич кале, а в подножието на крепостта се намира туристическата хижа „Петрич кале“.